# Faustino Menéndez-Pidal de Navascués
Faustino Menéndez-Pidal de Navascués   (Saragossa, 15 de novembre de 1924 - Cintruénigo, 21 d'agost de 2019) fou un heraldista aragonès, doctor enginyer de Camins per la universitat Politècnica de Madrid, membre numerari de la Real Academia de la Historia (1993), director de l′Academia Matritense de Heráldica y Genealogía, Vicepresident 1r de l′Académie Internationale d'Heráldique, Acadèmic de Mèrit de l'Acadèmia Portuguesa de la Historia, membre d'honor de la Société Française d'Héraldique et de Sigillographie, i de l'Instituto Portuguès de Heràldica. Des del 1995 forma part del Comitè de Redacció de la revista "Emblemata: Revista Aragonesa de Emblemática".

## Obra
Els seus primers treballs històrics daten de la dècada de 1950 i estan relacionats amb Navarra. Posteriorment centrà els seus estudis en la recuperació dels emblemes heràldics peninsulars de l'edat mitjana. Abordà després l'edició crítica dels dos blaonaris més notables de l'estat espanyol: "Libro de Arma del Reino de Navarra" (1974) i el "Libro de la Cofradía de Santiago de Burgos" (1977). Una altra obra de gran amplitud fou: "Heráldica medieval española: la Casa Real de León y Castilla" (1982).
- Libro de Arma del Reino de Navarra, 1974.
- Libro de la Cofradía de Santiago de Burgos, 1977.
- Heráldica medieval española: la Casa Real de León y Castilla, 1982.
- Matrices medievales españolas (1987, en colaboración con E. Gómez).
- Apuntes de sigilografía española (1988 y 1993).
- Palos de oro y gules; pàg. 669-704 (Studia in Honorem Prof. M. de Riquer). Jaume Vallcorba, Quaderns Crema, vol. IV, 1991.
- Sellos medievales de Navarra: estudio y corpus descriptivo (1995, amb M. Ramos y E. Ochoa de Olza).
- Emblemas heráldicos en el arte medieval navarro (amb J. Martínez de Aguirre).
- Los emblemas heráldicos: una interpretación histórica (1993, discurs a la RAH).
- Los reyes de Aragón; pàg. 95-138 (Símbolos de España). Centro de Estudios Políticos y Constitucionales, 2000.